# Šapparanda
Šapparanda era una ciutat de l'Imperi Hitita, a Frígia, a l'oest de les possessions centrals hitites.
El rei Subiluliuma I va obtenir una victòria sobre el Regne d'Arzawa en la primera de les seves campanyes com a rei, vers el 1344 aC. Els textos hitites diuen que el rei va trobar set tribus als voltants d'aquella ciutat i les va derrotar, provocant una gran matança.